# Storleksordning
En storleksordning eller magnitud är en gruppering av storheter, där grupperna skiljer sig åt med en viss faktor, ofta faktorn 10. Grupperingen görs när skillnaden mellan omfattningen eller storleken av olika företeelser är väldigt stor.
Det kan också vara en ungefärlig uppskattning av en storhet för att avgöra vilken grupp av objekt med liknande storlek den tillhör.

## Exempel

### Ekonomi
Storleksordningen av en ekonomisk storhet kan anges för att resonemangsvis ange ungefärlig storlek eller bedöma storhetens betydelse. Till exempel angavs i januari 2023 att "Nordens samlade ekonomi är i samma storleksordning som Rysslands", avsett att ge åhörarna en ungefärlig uppfattning av ekonomiernas storlek. I februari 2018 angavs att ett företags förlust var "i samma storleksordning som statens totala budget för pensionskostnader".

### Riskanalys
I riskanalyser anges storleksordning hos olika händelser, till exempel antal döda i en olycka eller möjligt övertryck vid en gasexplosion, där händelsernas omfattning eller konsekvens rangordnas logaritmiskt efter om till exempel antal döda, eller trycket i bar, är mellan 1 och 10, mellan 10 och 100 eller mellan 100 och 1000. Två händelser som är av samma storleksordning har en omfattning eller storlek som skiljer sig med mindre än en viss faktor, vanligen tio.

### Kemi
Surhet hos en lösning anges normalt med pH-värdet, där en lösning med pH=6 har tio gånger lägre vätejonaktivitet än en lösning med pH=5. Två lösningar med pH 5,0 respektive 5,5 kan sägas ha samma storleksordning hos sin vätejonaktivitet trots att aktiviteten är cirka 3 gånger större hos lösningen med pH=5.

### Jordbävningar
Vid angivande av storlek för jordbävningar enligt momentmagnitudskalan så är för en jordbävning med magnituden 6,0 mängden utlöst energi {\displaystyle 10^{1.5}\approx 31.6} gånger större än för en jordbävning med magnituden 5,0. En jordbävning med magnituden 6,2 kan sägas vara "en storleksordning större" än en med magnituden 5,2. Jordbävningen med magnitud 6,2 kan sägas vara "i samma storleksordning" som en med magnituden 6,7 trots att den senare har cirka 6 gånger större utlöst energimängd.

### Astronomi
Begreppet magnitud har en särskild betydelse inom astronomi, där varje steg i magnitudskalan innebär en skillnad i (absolut eller skenbar) ljusstyrka med en faktor på {\displaystyle 100^{1/5}\approx 2.512}. Två av de ljusstarkaste stjärnorna på himlen är Canopus och Sirius med skenbara magnituder på -0,74 respektive -1,46. Deras skenbara ljusstyrkor kan sägas vara av samma storleksordning, trots att Sirius har en ljusstyrka som är nästan dubbelt så stor (1,94 gånger större) som Canopus.